# شنکس (ویرجینیای غربی)
شنکس (به انگلیسی: Shanks) یک منطقهٔ مسکونی در ایالات متحده آمریکا است که در شهرستان همپشر، ویرجینیای غربی واقع شده‌است. شنکس ۳۴۳ متر بالاتر از سطح دریا واقع شده‌است.